# 何皞
何皞（15世紀—15世紀），字太古，湖廣荊州府公安縣人，明朝政治人物。

## 生平
何皞是景泰四年（1453年）癸酉科湖廣鄉試舉人，授睢寧知縣，睢寧久旱不雨，江南一帶饑荒，他徒步到城隍廟住宿，發誓不生火煮食，晝夜祈禱七天後下大雨三日，麥子多一莖三穗，人們說：「麥秀三歧邁，張堪而過之矣。」邑人建瑞麥麰亭紀念，御史陳瀾特疏薦用他，縉紳士民赴闕請求留任，歷任九年內百姓熟識其懿行，著有《三異政集》，詩傳百餘篇，又為他立祠紀石，後他留戶部辦事，不久告歸，高壽去世。

## 引用
1. 1 2  光緒《江陵縣志·卷二十七·人物》：何皞，字太古，明開科甲子鄉試何永壽孫也，由景泰癸酉舉人筮仕睢寧縣，睢巖邑也，久旱不雨，江南一帶饑饉載道，公披髮徒跣齋，宿於城隍廟飲水飧果，誓不雨不火食，晝夜以身禱，七日後果大雨三日，麥多一莖三穗，時人競傳其事，曰：「麥秀三歧邁，張堪而過之矣。」臺使者陳公瀾特疏奏薦，縉紳士民詣闕哀請復任六年，戒殺淫，勤教誨，其於決訟徵賦一如家人，課計鹽米事不為赫赫名而民安之，厯任九載，百姓識其懿行，有《三異政集》，詩傳百餘篇，立祠紀石屢為循良最，留戶部辦事，尋告歸以壽終於家，子瑢成化丙午舉人、珊宏治癸丑進士。
2. ↑  康熙《睢寧縣志·卷五》：明何皞，湖廣公安人，由舉人治，有異政，蝗不入境，甘雨時降，瑞麥迭徵，時有三異之稱，邑人建瑞麥麰亭以紀其事，從祀名宦。